# Ялпіракуї
Ялпіраку́ї — гірська вершина у північно-східній частині Великого Кавказу. Знаходиться на півночі Азербайджану.